# منطقه آماری رمات نقب
منطقهُ آماری رمات نقب (به لاتین: Ramat Negev Regional Council) یک منطقهٔ مسکونی در فلسطین  است که در استان جنوب واقع شده‌است.

## خصوصیات
شورای منطقه رمات نقب طبق سرشماری ۲۰۱۴ جمعیت آن ۶٬۴۰۰ نفر بوده است.